# Куликов, Илья Вячеславович
Илья́ Вячесла́вович Кулико́в (род. 7 августа 1981, Москва) — российский сценарист, шоураннер, продюсер и кинорежиссёр.
Наиболее известен как создатель и автор сериалов «Глухарь», «Меч», «Игра», «Пятницкий», «Карпов», «Моими глазами», «Бессонница», «Чернобыль. Зона отчуждения», «Закон каменных джунглей», «Полицейский с Рублёвки», «Мылодрама», «Перевал Дятлова».
На сегодняшний день является одним из наиболее востребованных сценаристов в России, чьи проекты всегда собирают высокие показатели доли зрительской аудитории.

## Биография
Родился 7 августа 1981 года в Москве.
В 2004 году окончил факультет социологии, экономики и права Московского педагогического государственного университета.
В 2005 году окончил редакторский факультет Московского института телевидения и радиовещания «Останкино».
Свою творческую деятельность начал с перевода сценариев американских фильмов на русский язык. Позднее работал редактором и автором документального кино, и лишь потом пришёл в телевизионное и прокатное кино.
Стал известен после выхода в эфир канала НТВ телесериала «Глухарь».

## Награды и номинации
- 2009 — Телесериал «Глухарь» — финалист премии «Золотой орёл» в номинации «Лучший телевизионный сериал (более 10 серий)»[2].
- 2009 — Народная премия «Телезвезда» в номинации «Любимый мини-сериал» за телесериал «Глухарь»[3].
- 2010 — Премия «ТЭФИ» в номинации «Телевизионный художественный сериал» за телесериал «Глухарь. Продолжение»[4].
- 2010 — Народная премия «Телезвезда» в номинации «Любимый детективный сериал» за телесериал «Глухарь»[3].
- 2011 — Премия «Золотой носорог» в номинации «Лучший сценарий» в категории «Телевизионный сериал (до 32 серий)» за телесериал «Глухарь. Продолжение». Телесериал «Меч» — финалист премии «Золотой носорог» в номинации «Лучший телевизионный сериал» в категории «Телевизионный сериал (до 32 серий)».
- 2012 — Финалист премии «ТЭФИ» в номинации «Сценарист телевизионного художественного фильма/мини-сериала» за телесериал «Отдел»[5].
- 2015 — Финалист II Сценарной премии «Слово» им. Валентина Черных (совместно с Евгением Никишовым) в номинации «Лучший сценарий телевизионного фильма» за телесериал «Чернобыль: Зона отчуждения».
- 2017 — Финалист IV Сценарной премии «Слово» им. Валентина Черных в номинации «Лучший сценарий телевизионного фильма» за телесериал «Полицейский с Рублёвки».
- 2018 — Приз фестиваля «Пилот» за лучший сценарий пилота телевизионного сериала («Учителя»)[6].
- 2019 — Премия «ТЭФИ» в номинации «Телевизионная многосерийная комедия/Ситком» за телесериал «Полицейский с Рублёвки»[7].
- 2021 — Специальный приз онлайн-кинотеатре KION на V Сценарной премии «Слово» им. Валентина Черных — «Шоураннер — триумф профессии сценариста»[8].

## Фильмография

### Полнометражные фильмы
| Год  |   | Название                                       | Роль                          |
| ---- | - | ---------------------------------------------- | ----------------------------- |
| 2008 | ф | Безумный ноябрь                                | сценарист                     |
| 2010 | ф | Глухарь в кино                                 | сценарист                     |
| 2017 | ф | Конверт                                        | сценарист                     |
| 2018 | ф | Полицейский с Рублёвки. Новогодний беспредел   | режиссёр, сценарист, продюсер |
| 2019 | ф | Полицейский с Рублёвки. Новогодний беспредел 2 | режиссёр, сценарист, продюсер |
| 2019 | ф | Аванпост                                       | сценарист                     |
| 2021 | ф | Дракулов                                       | режиссёр, сценарист           |
| 2021 | ф | Снегурочка против всех                         | сценарист                     |
| 2022 | ф | Ботан и супербаба                              | сценарист, продюсер           |
| 2022 | ф | Тень: Взять Гордея                             | сценарист, продюсер, режиссёр |
| 2024 | ф | Блиндаж                                        | сценарист, продюсер           |

### ТВ и онлайн-кинотеатры
| Год          |     | Название                                               | Роль                                                    |
| ------------ | --- | ------------------------------------------------------ | ------------------------------------------------------- |
| 2007—2009    | с   | Безмолвный свидетель (ДТВ)                             | сценарист                                               |
| 2007         | с   | Сваха (СТС)                                            | сценарист                                               |
| 2007         | док | Борис Лисаневич.Лучший друг королей                    | продюсер                                                |
| 2008         | док | Светлана (Первый канал)                                | сценарист                                               |
| 2008         | док | Ядерная эпоха (Росатом)                                | сценарист                                               |
| 2008         | с   | Висяки (НТВ)                                           | сценарист                                               |
| 2008—2011    | с   | Глухарь (НТВ)                                          | шоураннер, сценарист                                    |
| 2009         | док | Цхинвал. Больше никто не умрёт (Россия)                | сценарист                                               |
| 2009         | тф  | Глухарь. Приходи, Новый год! (НТВ)                     | сценарист                                               |
| 2010         | с   | Отблески (РЕН ТВ)                                      | сценарист                                               |
| 2010         | с   | Отдел (НТВ)                                            | шоураннер, сценарист                                    |
| 2010—2015    | с   | Меч (РЕН ТВ), (НТВ)                                    | шоураннер, сценарист                                    |
| 2011         | тф  | Опять Новый! (НТВ)                                     | сценарист                                               |
| 2011—2016    | с   | Игра (НТВ)                                             | шоураннер, сценарист                                    |
| 2011—2015    | с   | Пятницкий (НТВ)                                        | шоураннер, сценарист                                    |
| 2012         | с   | Следственный комитет (НТВ)                             | шоураннер, сценарист                                    |
| 2012         | с   | Страна 03 (Первый канал)                               | шоураннер, сценарист                                    |
| 2012—2014    | с   | Карпов (НТВ)                                           | шоураннер, сценарист                                    |
| 2013         | с   | Моими глазами (ТНТ)                                    | шоураннер, сценарист                                    |
| 2013         | с   | Шахта (НТВ)                                            | шоураннер, сценарист                                    |
| 2014         | с   | Этаж (НТВ)                                             | шоураннер, сценарист                                    |
| 2014         | с   | Бессонница (НТВ)                                       | шоураннер, сценарист                                    |
| 2014         | с   | 13 (ТВ-3)                                              | сценарист                                               |
| 2014         | с   | Три звезды (НТВ)                                       | сценарист                                               |
| 2014—2019    | с   | Чернобыль. Зона отчуждения (ТНТ), (ТВ-3)               | шоураннер, сценарист                                    |
| 2015         | с   | Кабельное (пилот)                                      | режиссёр, сценарист                                     |
| 2015—2017    | с   | Закон каменных джунглей (ТНТ)                          | сценарист, шоураннер                                    |
| 2016—2019    | с   | Полицейский с Рублёвки (ТНТ)                           | шоураннер, режиссёр, продюсер, сценарист                |
| 2017         | с   | Проклятие спящих (НТВ)                                 | режиссёр (совместно с Никитой Грамматиковым), сценарист |
| 2019         | с   | Мылодрама (Пятница!)                                   | шоураннер, режиссёр, сценарист, продюсер                |
| 2019         | с   | Учителя (ТВ-3), (PREMIER)                              | режиссёр, продюсер, сценарист                           |
| 2019         | тф  | Чернобыль: Зона отчуждения. Финал (ТНТ), (PREMIER)     | сценарист                                               |
| 2020         | с   | Перевал Дятлова (ТНТ), (PREMIER)                       | шоураннер, сценарист                                    |
| 2020         | с   | Агентство О.К.О. (ТВ-3)                                | шоураннер, режиссёр (1-я серия), сценарист, продюсер    |
| 2021         | с   | Аль-капотня (Пятница!)                                 | режиссëр, продюсер, сценарист                           |
| 2021—2022    | с   | Милиционер с Рублёвки (ТНТ), (PREMIER)                 | шоураннер, режиссёр, продюсер, сценарист                |
| 2021         | с   | Регби (more.tv), (СТС)                                 | шоураннер, режиссёр (1-я серия), сценарист, продюсер    |
| 2021—2022    | с   | Подслушано (KION)                                      | режиссёр, сценарист, продюсер                           |
| 2021         | с   | Документалист. Охотник за призраками (PREMIER), (ТВ-3) | режиссёр, сценарист, продюсер                           |
| 2022         | с   | Братья (more.tv), (СТС)                                | шоураннер, режиссёр (1-я серия), сценарист, продюсер    |
| 2022         | с   | Детективное агентство Мухича (ТНТ)                     | режиссёр, сценарист, продюсер                           |
| 2023         | с   | Диагноз «Везучая»                                      | продюсер                                                |
| 2023 — н. в. | с   | Отмороженные                                           | продюсер, сценарист                                     |
| 2024 — н. в. | с   | Успешный (KION)                                        | режиссёр, сценарист                                     |
| 2024         | с   | Наследство (ТНТ)                                       | продюсер                                                |
| 2024         | с   | Карьеристки (Пятница!)                                 | режиссёр, продюсер, сценарист                           |

## Актёр
СК (2012) камео